# أسبس

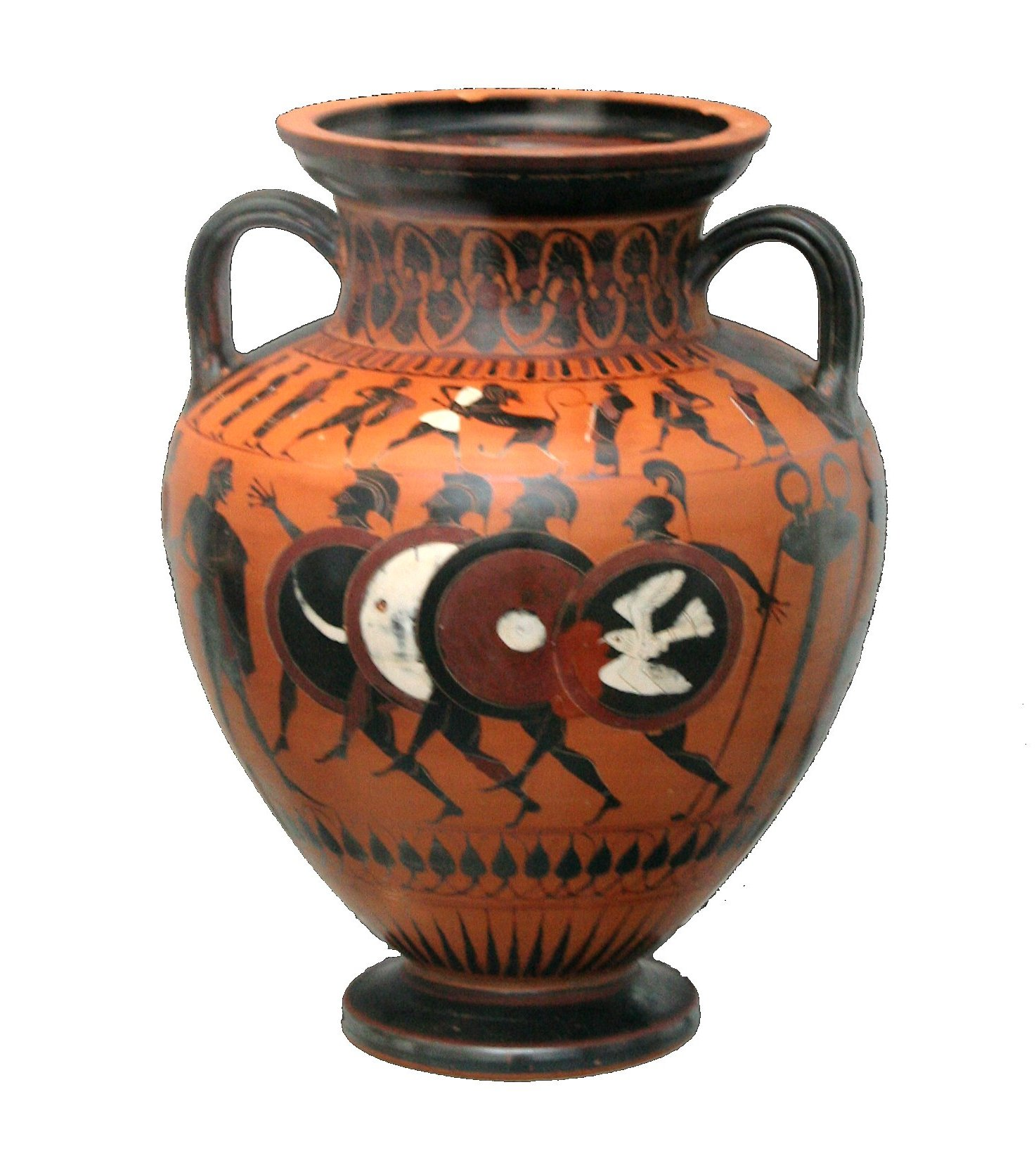
آنية إغريقية قديمة تظهر جنودا بكامل أتراسهم ويحمل كل واحد منهم ترس الأسبس المزين بأشكال مختلفة.

أسبس (بالاغريقية القديمة:ἀσπίς) هو مصطلح عام يعني الترس. حمل من قبل المشاة الإغريق مثل الهوبليت في الفترات التاريخية المتعاقبة ويشار إليه باسم هوبلون (بالاغريقية القديمة:ὅπλον)، ووفقا لما ذكره ديودورس:
ديودروس. المكتبة| 15.44.3.
يصنع من الخشب وأحيانا يكون مغلفا بصفيحة من البرونز على الوجه الخارجي وكانت هذه التروس تزين بأشكال كثيرة ومتعددة.

## وصلات خارجية
- LARP.com page
- YouTube - Hoplon على يوتيوب
- Hollow Lakedaimon blog
- Classical Greek Shield Patterns